# R. Keith Harris
R. Keith Harris est un acteur américain.

## Filmographie

### Acteur

#### Cinéma
- 1997 : Last Lives : un officier de police
- 1997 : Digging to China : le dragueur
- 1998 : Legend of Two-Path : l'officier anglais
- 1999 : Age to Age : Rob DeVille
- 2001 : Morning : un député
- 2003 : E.V.E. : Isaac
- 2003 : Roadside Convenience : James
- 2003 : Big Fish : le père d'Ed
- 2004 : I Gotta Cat : le petit frère
- 2004 : Shank's Mare : Cadger
- 2004 : Pirate Kids: Blackbeard's Lost Treasure : John Armstrong, Sr. et Jr.
- 2004 : Chicks 101 : Louie King
- 2005 : Junebug : Bud
- 2005 : Harvest : Tony Bloodsworth
- 2005 : The Broken Sword : Bill Pierce
- 2005 : Booth : John Wilkes Booth
- 2006 : Gigi: God's Little Princess : le père de Gigi
- 2006 : Pirate Kids II: The Search for the Silver Skull : John Armstrong, Sr. et Jr.
- 2006 : Kilroy Was Here : le pilote
- 2007 : The List : Bart Maxwell
- 2007 : Fall Down Dead : Lawrence Kellog
- 2007 : Dog Days of Summer : Salem et Marty
- 2008 : Avril sanglant : Seton Motley
- 2008 : Lost Stallions: The Journey Home : Mack
- 2008 : A Brush with Murder : Harry Morgan
- 2008 : Train Wreck : Owen
- 2009 : Wesley : Charles Wesley
- 2009 : In/Significant Others : Thicke
- 2010 : The 5th Quarter : Dr Phillips
- 2010 : L'Affaire McClain : Lieutenant Monroe
- 2011 : Red Dirt Rising : M. Nance
- 2012 : Hatchet County : Capitaine Robert Schaner
- 2013 : Jimmy : Frère Fitzgerald
- 2013 : Heathly Heroes: Brain Fries : Tag, Roi Klown et le singe de laboratoire
- 2014 : Hero : Winston Heller
- 2014 : Nevermore : M. Korinthos
- 2014 : Elbow Grease : Billy Barnes
- 2014 : Adrenaline : Marcus

#### Télévision
- 1993 : Matlock : Kevin Richman (1 épisode)
- 1993 : Les Règles de l'art : l'étudiant en informatique (1 épisode)
- 1997 : Serments mortels : Ben
- 1997 : Steel Chariots : Jerry
- 1998 : De la Terre à la Lune : Charlie (1 épisode)
- 1999 : Beverly Hills 90210 : Pete Hawkins (1 épisode)
- 2003 : Dawson : conseiller en désintoxication (1 épisode)
- 2004 : Les Frères Scott : le chirurgien et le docteur (2 épisodes)
- 2005 : Surface : Dr Meyers (1 épisode)
- 2007 : American Wives : Chaplain (1 épisode)
- 2009 : Crossroads Charlotte : le vétérinaire sans-abri
- 2011 : Revenge : Doug Reid (1 épisode)
- 2013-2014 : Under the Dome : Peter Shumway (4 épisodes)
- 2017 : Mythes et Croyances : Dr. James Watts (1 épisode)
- 2016 - 2018 : The Walking Dead : Harlan Carson (6 épisodes)
- 2018 : The Resident : Le livreur (2 épisodes)
- 2019 : Step Up: High Water : Nate Duncan (2 épisodes)
- 2019 : Bluff City Law : Judge Jacobs (1 épisode)

### Réalisateur
- 2004 : I Gotta Cat
- 2005 : Harvest

### Scénariste
- 1991 : Orville and Cuddles
- 2004 : I Gotta Cat
- 2005 : Harvest

### Producteur
- 2004 : I Gotta Cat
- 2004 : Chicks 101
- 2005 : Harvest